# 三木敏夫
三木 敏夫（みき としお、1946年 -　）は、日本の経済学者。札幌学院大学名誉教授。専門は、開発経済学・経済政策。中小企業診断士の資格を有する。

## 人物
徳島大学名誉教授三木就の次男として石川県金沢市で生まれる。父親の勤務の関係で父の故郷徳島市に移る。徳島大学附属中学　徳島市立高等学校卒業　法政大学経済学部を経て、1972年、明治大学大学院政治経済学研究科経済学専攻修士課程修了後、日本貿易振興会（ジェトロ）入会、経済協力事業・調査事業に従事し、マレーシアとアメリカ(世界銀行グループ多数国間投資保障機関MIGA)に勤務。1998年より2000年まで静岡産業大学経営学部兼任講師などを経て、2000年、日本貿易振興会を退職し、札幌学院大学経済学部教授に就く。2014年同大学を退職し、札幌学院大学名誉教授。
この他に、マレーシア国民大学客員教授、北海学園大学非常勤講師、酪農学園大学非常勤講師、亜細亜大学アジア研究所客員研究員、創価大学システム研究所客員研究員、中小企業大学校講師、札幌商工会議所委員、函館関税関税モニターなども務めた。

## 著書
- 『イラン-その国土と市場』 （科学新聞社出版局 、1981年　共著）
- 『クウエイト―その国土と市場』（（科学新聞社出版局、1984年　共著）
- 『世界銀行と投資促進戦略』（（科学新聞社出版局、1995年）
- 『海外直接投資促進論』（（科学新聞社出版局、1997年）
- 『アジア通貨危機の経済学』（東洋経済新報社 、1998年　共著）
- 『アジア経済と直接投資促進論』 （ミネルヴァ書房 、2001年）
- 『ASEAN先進経済論序説ーマレーシア先進国への道』（現代図書、2005年）
- 『東アジア経済発展論ー東アジア共同体形成にむけて』（創成社　2010年）
- 『マレーシア新時代―高所得国入り』（創成社　2011年初版、2013年2月改訂再版、2015年5月改訂三版）